# Trichlorophénol
Le trichlorophénol est un composé aromatique organochloré dérivé du phénol, où trois des atomes d'hydrogène ont été substitués par des atomes de chlore. Il existe six différents isomères, en fonction de la position relative des atomes de chlore.
Les trichlorophénols peuvent être produits par halogénation électrophile aromatique du phénol par le chlore.

## Propriétés
| Trichlorophénol       |                                              |                                              |                                              |                                              |                                              |                                              |
| Nom                   | 2,3,4-Trichlorophénol                        | 2,3,5-Trichlorophénol                        | 2,3,6-Trichlorophénol                        | 2,4,5-Trichlorophénol                        | 2,4,6-Trichlorophénol                        | 3,4,5-Trichlorophénol                        |
| Représentation        |                                              |                                              |                                              |                                              |                                              |                                              |
| Numéro CAS            | 15950-66-0                                   | 933-78-8                                     | 933-75-5                                     | 95-95-4                                      | 88-06-2                                      | 609-19-8                                     |
| Numéro CAS            | 25167-82-2 (mélange d'isomères)              |                                              |                                              |                                              |                                              |                                              |
| PubChem               | 27582                                        | 13619                                        | 13618                                        | 7271                                         | 6914                                         | 11859                                        |
| Formule brute         | C6H3Cl3O                                     | C6H3Cl3O                                     | C6H3Cl3O                                     | C6H3Cl3O                                     | C6H3Cl3O                                     | C6H3Cl3O                                     |
| Masse molaire         | 197,45 g·mol−1                               | 197,45 g·mol−1                               | 197,45 g·mol−1                               | 197,45 g·mol−1                               | 197,45 g·mol−1                               | 197,45 g·mol−1                               |
| État                  | solide                                       | solide                                       | solide                                       | solide                                       | solide                                       | solide                                       |
| Apparence             | aiguilles incolores à odeur proche du phénol | aiguilles incolores à odeur proche du phénol | aiguilles incolores à odeur proche du phénol | aiguilles incolores à odeur proche du phénol | aiguilles incolores à odeur proche du phénol | aiguilles incolores à odeur proche du phénol |
| Point de fusion       | 83,5 °C                                      | 58 °C                                        | 58 °C                                        | 68 à 70 °C                                   | 69 °C                                        | 101 °C                                       |
| Point d'ébullition    | 253 °C                                       | 248 à 249 °C                                 | 253 °C                                       | 253 °C                                       | 246 °C                                       | 271 à 277 °C (à 995 mbar)                    |
| Masse volumique       | 1,503 g·cm-3                                 |                                              |                                              | 1,67 g·cm-3                                  | 1,675 g·cm-3                                 |                                              |
| Solubilité dans l'eau | pratiquement insoluble,                      | pratiquement insoluble,                      | pratiquement insoluble,                      | très soluble (1 190 mg·l-1 (20 °C)           | faiblement soluble                           | très soluble                                 |
| SGH                   | Corrosif                                     | Attention                                    | Attention                                    | Attention                                    | Attention                                    | Attention                                    |
| Phrase H et P         | H302, H315, H318 et H335                     | H302, H315, H319 et H335                     | H302, H315 et H319                           | H302, H315, H319 et H410                     | H302, H315, H319, H351 et H410               | H302, H312, H315, H319, H332 et H335         |
| Phrase H et P         | P261 et P280                                 | P261                                         |                                              | P273 et P501                                 | P273, P281 et P501                           | P261 et P280                                 |